# أكبر بادجا بياميلا
أكبر أولوواكيمي-إيدوو غباجبياميلا (مواليد 6 مايو 1979)، هو لاعب كرة قدم أمريكية محترف سابق في الدوري الوطني لكرة القدم ومعلق ومضيف مشارك لبرنامج American Ninja Warrior، وبرنامجه الفرعي American Ninja Warrior Junior. وهو أيضًا محلل لشبكة إن إف إل، حيث شارك في استضافة برنامج Good Morning Football الصباحي الرائد (وبرنامج فرعي/ملحق Good Morning Football: Overtime) وكان مشاركًا في استضافة برنامج The Talk على قناة سي بي إس من 2021 إلى 2024.
غباجبياميلا هو نيجيري أمريكي نشأ في منطقة كرينشو في لوس أنجلوس مع والدته ووالده، وكلاهما من نيجيريا، بالإضافة إلى ستة من إخوته. من بين إخوته كابير غباجبياميلا لاعب الدفاع السابق في فريق جرين باي باكرز . قبل بدء مسيرته المهنية، لعب غباجبياميلا كرة القدم الجامعية في جامعة ولاية سان دييغو. تم التعاقد معه من قبل فريق أوكلاند رايدرز كلاعب حر غير مصنف في عام 2003. لعب غباجبياميلا أيضًا لفريقين آخرين هما سان دييغو تشارجرز وميامي دولفينز.
غباجبياميلا هو أيضًا مؤلف، حيث أصدر كتابه الأول Everyone Can Be a Ninja في 7 مايو 2019.

## وصلات خارجية
- أكبر بادجا بياميلا على موقع IMDb (الإنجليزية)
- أكبر بادجا بياميلا على موقع قاعدة بيانات الفيلم (الإنجليزية)
- أكبر بادجا بياميلا على موقع مرجع كرة القدم المحترفة.كوم (الإنجليزية)